# Войско Парфии
Войско Парфии (парф. spāδ) — принятое в исторической литературе обобщающее название совокупности вооружённых формирований Парфянского государства, существовавшего с 247 года до н. э. до 220 г. н. э.
Она была сформирована при первых Аршакидах, из иррегулярного племенного ополчения кочевых племён Центральной Азии, входивших в племенной союз дахов, со временем приняв образ раннефеодального войска.

## Войско

### Общая характеристика
Парфянская армия была ярким отражением самой сути и действительности Парфянского царства, со всеми его преимуществами и недостатками. Она наиболее ярко выражала настрой парфянского общества, его взгляды и мировоззрение. Как и само Парфянское царство, его вооружённые силы, несомненно, обладая высочайшими качествами, при этом были также сильно подвергнуты влиянию тех или иных течений в обществе и исторических событий. Будучи высокопрофессиональной и боеспособной, при этом испытывавшей на себе сильное влияние своих командиров, фактически являясь армией самих вождей и племён, нежели государства и царя, ещё не полностью отошедшая от тесных родоплеменных отношений, она показывала примеры неистового героизма и профессионализма, в то же время сочетая это с беспримерной анархией, неподчинением царю в пользу вождей своих племён, умудряясь временами терпеть сокрушительные поражения, причинами которых являлось не отсутствие нужных качеств, а своеволие командиров, более искавших собственной выгоды, нежели заботившихся о нуждах государства. 
Важнейшей причиной этой анархии являлись не только личное своеволие вождей, но и суровая реальность самого Парфянского Царства. Фактически являясь конфедерацией, без сильной центральной власти, с постоянными распрями между претендентами на парфянский престол, Парфянское царство не могло сформировать атмосферу, способную выработать дух единения, она скорее способствовала формированию местечковых взглядов. Единственным, что объединяло разные племена в единую силу, была высочайшая ненависть парфян к эллинизму (точнее, укладу жизни) и его олицетворению (для парфян) в лице Рима. Именно стремление к самосохранению самих себя, своей культуры, собственных взглядов в борьбе против Рима сплачивало парфян в единую силу, позволяя им демонстрировать на полях сражений все свои лучшие качества, которые, при всех недостатках, позволили парфянам выстоять в тяжёлой борьбе против Рима.

### История
Армия Парфии значительно отличалась от армий централизованных государств той эпохи, в которых главный упор при формировании армий отдавали регулярным войскам, при которых пехота являлась основной силой армий. Парфянское войско представляло собой совокупность отдельных военных формирований, царя, знати, сатрапов, мелких князьков и союзных царей, каждый из которых, исходя из средств, должен был содержать определённое количество воинов.
Парфяне, будучи кочевниками, впервые стали использовать номадический тип формирования армии в централизованном государстве.
Завоевав Иран и ряд областей Передней Азии, создав новое государство, парфянские цари не стали искать новых путей формирования войска, а более эффективно приняли к использованию тот тип войска, которым обладали как они сами, так и их предки. Методы, тактика и стратегия во вновь образованном Парфянском царстве были сохранены номадические.

### Комплектование
Парфянская армия была иррегулярной, созываемой только в период войн, указом царя, рассылавшим приказы наместникам областей и племенным вождям.
Основным ресурсом для комплектации войска являлись массагетские племена союза дахов, служивших опорой власти. В Парфянском государстве были известны семь великих парфянских родов, чьё родоплеменное ополчение и являлось главной силой Парфии. Ополчение, как и у всех номадических народов было конным, состоящим из двух видов кавалерии, основная часть — лёгкой (конные лучники), меньшая — тяжёлой (катафракты) являлась при этом, однако, основной ударной силой.
Пехоты среди дахских племён не было, роль пехоты при штурме фортификационных сооружений отводилось той же лёгкой кавалерии, которая могла спешиваться. В истории были отмечены факты спешивания даже воинов-катафрактов.
Помимо племенного войска самих дахов, существовали и отдельные дружины из покорённых народов, которые сохраняли свои устои и выступали в качестве вспомогательной силы, в частности из покорённых греков Месопотамии формировалась пехота. Многие покорённые народы и союзные племена также выставляли ополчения, но все они играли лишь вспомогательную роль.

## Численность и структура
В силу отсутствия регулярного войска отсутствовала и чёткая структура вооружённых сил в парфянском государстве. Каждый наместник, сатрап, вассальный царь или вождь племени организовывал структуру своих подразделений исходя из собственных возможностей. Также отсутствовало понятие единого централизованного командования — только в единичных случаях царь непосредственно руководил войсками как главнокомандующий, в большинстве случаев выступал лишь как формальный командующий, вся полнота власти в войсках находилась в руках их командиров, которые зачастую возглавляли собственную племенную дружину или личных гвардейцев.
Численность парфянского войска, способного единовременно выступить в поход, никогда не превышало 50-60 тыс. человек, и то в большинстве случаев такое количество войск единовременно парфяне использовали лишь в считанные разы. В большинстве случаев максимальная численность выступающего в поход войска колебалась в пределах 10 тыс. человек.
Парфянское войско называлось, как и у Ахеменидов, spāδ и командовал им spāδpat или spāδbad. Войско было организовано в соответствии с «десятичной системой», то есть её структурными единицами были подразделения, последовательно насчитавшие десятки, сотни, тысячи и десятки тысяч воинов. В войске Аршакидов сотни по-парфянски назывались wast [васт], тысячи — drafš [дирафш], десятки тысяч — gund [гунд]. Возглавляли их соответственно wast-sālār [васт-солор], drafš-sālār [дирафш-солор] и gund-sālār [гунд-солор]. Каждое подразделение численностью в 1000 воинов имело своё боевое — т. н. «драконовое» знамя, из-за которого и называлось по-пехл. drafš (от др.-иран. *drafša-, от которого также происходят авест. drafšā-, согд. arδašf и бактрийское λraφo). Примечательно, что «драконовые» знамёна иранская армия использовала ещё при Ахеменидах. По преданию, «драконовое» знамя было заимствовано ещё Киром от ассирийцев и бытовало у персов до Дария III. Победивший последнего Александр Македонский заимствовал эту эмблему на знамени для Македонского царства, а при покорении римлянами Македонии «драконовое» знамя перешло и к потомкам Ромула. Через посредство Византии знамя продолжало бытовать на Ближнем Востоке в средние века.
Парфянские войска в силу вышеуказанных причин делились по этно-территориальной принадлежности:
- Семь великих парфянских родов:

Аспахапет
Дахай
Карен
Михран
Парни
Сохай
Сурен
Выставляли кавалерию:
- Племена саков и массагетов — лёгкая и тяжёлая кавалерия.
- Города Ирана — знать — тяжёлая кавалерия плюс вспомогательная пехота.
- Города Месопотамии — знать — тяжёлая кавалерия, вспомогательная пехота.
- Греческие полисы Месопотамии — наёмная тяжёлая пехота греческого образца. Её использовали лишь в ранний период истории Парфянского царства.
- Арабы северной Аравии — в качестве союзников, лёгкая кавалерия.
- Кавказская Албания, в качестве союзника, лёгкая и тяжёлая кавалерия.
- Массагеты Маскута — в качестве союзников, лёгкая и тяжёлая кавалерия.
- Иберия — в качестве союзника: вспомогательная пехота, отчасти кавалерия.
- Города Согдианы — в качестве вассалов парфянских царей: тяжёлая и лёгкая кавалерия, тяжёлая и вспомогательная пехота.

### Кавалерия (Аспаран)

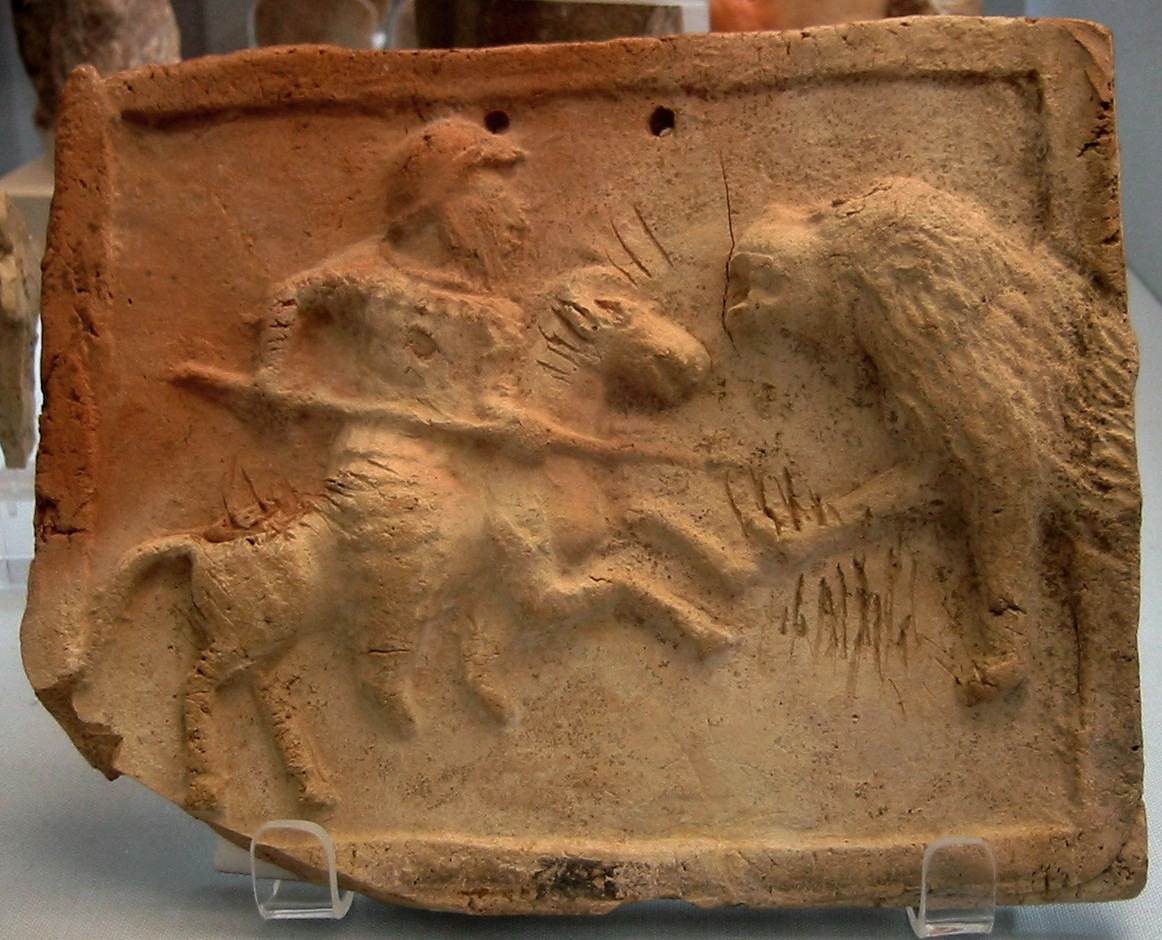
Парфянский катафрактарий, II век до н. э.

Как и у всех кочевых народов, основной силой парфян была кавалерия, делившаяся на тяжёлую и лёгкую.
Меньшая её часть, тяжёлая кавалерия, была основной ударной силой, комплектовалась из родоплеменной знати, была вооружена тяжёлыми доспехами, пиками, длинными мечами, все были вооружены также луками, но у катафрактов они были в качестве вспомогательного оружия. Методика кавалерийского боя не давала возможности катафрактам использовать щиты.
Лёгкая кавалерия состояла сплошь из конных лучников, которые и завязывали бой, предвещая собой атаку тяжёлой кавалерии, и в случае необходимости сопровождали и прикрывали тяжёлую кавалерию.
Лёгкую кавалерию при случае необходимости могли использовать и как пехоту, спешивая их, к примеру, при необходимости штурма фортификаций.

### Пехота
Пехота у парфян хотя и существовала, но была вспомогательным видом войска и комплектовалась в основном из покорённых народов, в частности, из греческих поселенцев. Она не играла ведущей роли, а после измены части наёмной греческой пехоты наём греков вообще прекратился, в случае необходимости найма отдавали предпочтение кавказским албанам, гирканцам, дейлемитам, городскому населению Согдианы.

## Союзники
Довольно значительную роль в парфянском войске играли войсковые контингенты союзных царств, в частности Кавказской Албании, маскутов, кочевых племён Центральной Азии. Так, цари Кавказской Албании, албанские Аршакиды, выставляли при случае лёгкую и тяжёлую кавалерию, а также пехоту, маскуты и центральноазиатские союзники в основном кавалерию.

## Стратегия и тактика

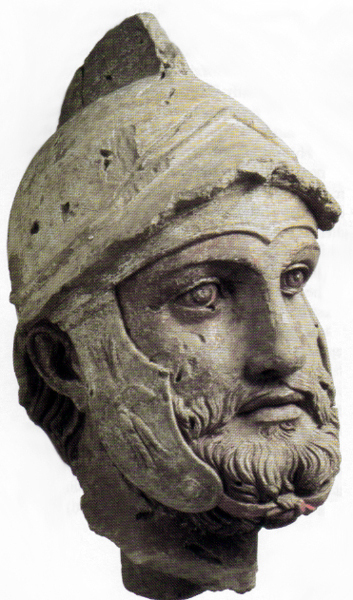
Парфянский воин из Нисы, II век до н. э.

Стратегия парфян состояла из мероприятий, направленных на достижение успеха в противостоянии с армиями эллинистических государств, в частности Селевкидов, использовавших плотный строй фаланги. Если для противостояния с иными кочевниками веками вырабатывались стратегия и тактика, то при столкновении с регулярными войсками тех же Селевкидов пришлось искать новые методы. Это, в частности, привело к усовершенствованию комплекса доспехов и вооружения кавалерии, при которой доспехи и вооружение катафрактов были ещё более усилены и утяжелены. Была использована новая стратегия дальнего удара, когда армии противников подвергались атаке лёгкой кавалерии парфян ещё на марше. Утяжеление доспехов было связано также с тем, что новая тактика предполагала действие конных лучников не только до атаки катафрактов, но иногда при сопровождении её, так, чтобы не нанести урон собственной тяжёлой кавалерии.
Тактика парфянского войска строилась на достижении максимально эффективного использования кавалерии. Это предполагало выбор подходящей местности, минимально пересечённой, не стеснённой естественными препятствиями. Началом сражения являлась атака лёгкой кавалерии (конных лучников), которая до атаки катафрактов должна была максимально расстроить ряды противника, после чего в атаку переходили катафракты, используя сомкнутый строй и длину пик, они полностью сминали ряды противника, после чего вновь отходили, отдавая инициативу лёгкой кавалерии, которая довершала разгром противника. Именно такая тактика дала положительный результат при противостоянии с фалангой Селевкидов, а позже — с легионами Рима.

## Парфянское влияние
Несмотря на наличие определённых недостатков в общем устройстве вооружённых сил Парфии, парфянские армии по сути оказались единственной действенной силой в мире, способной на равных противостоять армиям Римской империи, тем самым позволив Парфии выстоять в борьбе против Рима и полностью его разгромить в битве при Нисибисе.
Все эти качества послужили причиной заимствования как парфянской стратегии и тактики, так и комплекса вооружения воинов многими соседними странами и народами. Так, при столкновении с парфянскими катафрактами Рим познакомился с тяжёлой кавалерией восточного образца, успехи парфянских катафрактов подтолкнули Рим к формированию тяжёлой кавалерии. Взяв за образец парфянскую тяжёлую кавалерию, государства в дальнейшем проходили путь становления не только тяжёлой, но и собственно кавалерии как основного вида войска. Позже парфянское влияние ощущалось и в структуре войск Сасанидской державы, которая фактически полностью переняла стратегию, тактику, комплекс вооружений парфян. Благодаря сасанидскому наследию с парфянской, по сути, тяжёлой кавалерией, познакомилась и Византия, которая также стала формировать тяжёлую кавалерию, аналогичную сасанидской.
Одним из наиболее устоявшихся образов парфян, сложившихся в результате их успешной борьбы с Селевкидами, позже с Римом, был образ парфянского богатыря как образца отважного, сильного и храброго воина, образ которого жив и по сей день. Во многих восточных языках, особенно в иранских и тюркских (в тюркских, даже несмотря на наличие тюркского синонима — «багадур», «игид»/«джигит»), спортсменов-борцов и просто физически сильных людей называют «пехливанами», дословно — «парфянами»/«подобными парфянам».